# Per Hallin
Per (Pelle) Hallin, född 17 oktober 1980 i Södertälje, är den svenska professionella ishockeyspelare som spelat flest matcher i Timrå IK genom tiderna. 680 matcher. Hallin har tidigare spelat i Södertälje SK.
Han är också son till före detta ishockeyspelaren Mats Hallin.

## Klubbar
- Södertälje SK 1996–2000, 2007–2010
- Timrå IK 2000–2007, 2010–2016